# Arend Joachim Friedrich Wiegmann
Arend Joachim Friedrich Wiegmann (* 30. März 1770 in Hadersleben, Herzogtum Schleswig; † 12. März 1853 in Braunschweig, Herzogtum Braunschweig) war ein deutscher Apotheker, Botaniker und Agrarwissenschaftler.

## Lebensweg
Wiegmann absolvierte ab 1784 eine Lehre als Apotheker bei seinem Onkel in Braunschweig. 1788 zog er nach Blankenburg und arbeitete anschließend bis 1794 in mehreren Apotheken in
Deutschland und in der Schweiz, bis er 1794 nach Braunschweig zurückkehrte. Als sein Onkel 1796 verstarb, erbte er die Hofapotheke in Braunschweig. Da er die Naturwissenschaften mehr liebte als seinen erlernten Beruf, verkaufte er diese Apotheke und widmete sich als Autodidakt wissenschaftlichen Studien.
Ab 1820 wirkte Wiegmann als Privatdozent für Naturwissenschaften am Collegium Carolinum in Braunschweig. Ab 1821 war er Mitglied der Leopoldina in Halle. Die Medizinische Fakultät der Universität Marburg verlieh ihm 1832 die Ehrendoktorwürde. Im gleichen Jahr wurde er am Collegium Carolinum zum Professor ernannt. Seine letzten Lebensjahre verlebte er in Einsamkeit und Armut. Sein Sohn Arend Friedrich August Wiegmann (1802–1841) war ein bekannter Zoologe.

## Forschungsleistungen
Auf mehreren Gebieten der Natur- und Landwirtschaftswissenschaften hat Wiegmann Hervorragendes geleistet. Sein Hauptarbeitsfeld war zunächst die Botanik. Mit scharfer Beobachtungsgabe beschrieb er die Vegetation regionaler Landschaften. Ihm zu Ehren wurde die Gattung Wiegmannia Meyen aus der Pflanzenfamilie der Rötegewächse (Rubiaceae) benannt. Nach 1830 galt sein Hauptinteresse den Krankheiten der Kulturpflanzen. In der unsachgemäßen Anbautechnik vieler Feldfrüchte sah er den Hauptgrund für die weite Verbreitung von Pflanzenkrankheiten. Einen festen Platz in der Frühgeschichte der Phytomedizin erwarb er sich mit seinem 1839 erschienenen Handbuch „Die Krankheiten und krankhaften Mißbildungen der Gewächse …“,  ein für die land- und forstwirtschaftliche Praxis geschriebenes Werk mit Anleitungen zum Erkennen, Verhüten und Bekämpfen von Pflanzenkrankheiten.
Am bekanntesten in der Wissenschaftsgeschichte der Agrikulturchemie wurde Wiegmanns Name im Zusammenhang mit der Lehre von der Mineralstoffernährung der Pflanzen. In Beantwortung einer im Jahre 1838 von der Akademie der Wissenschaften zu Göttingen gestellten Preisfrage konnte Wiegmann 1840 gemeinsam mit Ludwig Polstorff, dem Administrator der Hofapotheke zu Braunschweig, den experimentellen Nachweis erbringen, dass die Pflanzen die Mineralstoffe durch ihre Wurzeln aufnehmen und nur dann normal heranwachsen, wenn eine Mindestmenge dieser Mineralien im Boden vorhanden ist. Die vollständigen Ergebnisse ihrer Experimente, die genaue Beschreibung ihrer Methode und ihre richtige Schlussfolgerung, dass diese Mineralstoffe für das Wachstum der Pflanzen lebensnotwendig sind, haben sie 1842 in einer gekrönten Preisschrift unter dem Titel „Ueber die anorganischen Bestandtheile der Pflanzen …“ veröffentlicht.

## Hauptwerke
- Ueber die Entstehung der Entomostaceen und Podurellen aus der Priestley'schen grünen Materie. Verwandlung derselben in cryptogamische Gewächse und dieser wieder in die oben genannte Thiere. In: Nova Act  Acad. Caes. Leopold X. 2. Bonn 1821.
- Ueber die Bastarderzeugung im Pflanzenreiche. Eine von der Kgl. Academie der Wissenschaften zu Berlin gekrönte Preisschrift. Braunschweig 1828.
- Ueber die Entstehung, Bildung und das Wesen des Torfes. Braunschweig 1837.
- Die Krankheiten und krankhaften Mißbildungen der Gewächse, mit Angabe der Ursachen und der Heilung oder Verhütung derselben, so wie über einige den Gewächsen schädliche Thiere und deren Vertilgung. Ein Handbuch für Landwirthe, Gärtner, Gartenliebhaber und Forstmänner. Verlag Friedrich Vieweg und Sohn Braunschweig 1839.
- Ueber die anorganischen Bestandtheile der Pflanzen, oder Beantwortung der Frage: Sind die anorganischen Elemente, welche sich in der Asche der Pflanzen finden, so wesentliche Bestandtheile des vegetabilischen Organismus, das dieser sie zu seiner völligen Ausbildung bedarf, und werden sie den Gewächsen von aussen dargeboten? Eine in Göttingen im Jahre 1842 gekrönte Preisschrift, nebst einem Anhange über die fragliche Assimilation des Humusextractes (gemeinsam mit Ludwig Polstorff). Verlag Friedrich Vieweg und Sohn Braunschweig 1842.

## Einzelnachweis
1. ↑  Mitgliedseintrag von Arend Wiegmann bei der Deutschen Akademie der Naturforscher Leopoldina, abgerufen am 25. September 2022.

| Personendaten    | Personendaten                     |
| ---------------- | --------------------------------- |
| NAME             | Wiegmann, Arend Joachim Friedrich |
| KURZBESCHREIBUNG | deutscher Apotheker               |
| GEBURTSDATUM     | 30. März 1770                     |
| GEBURTSORT       | Hadersleben                       |
| STERBEDATUM      | 12. März 1853                     |
| STERBEORT        | Braunschweig                      |